# Global Stone

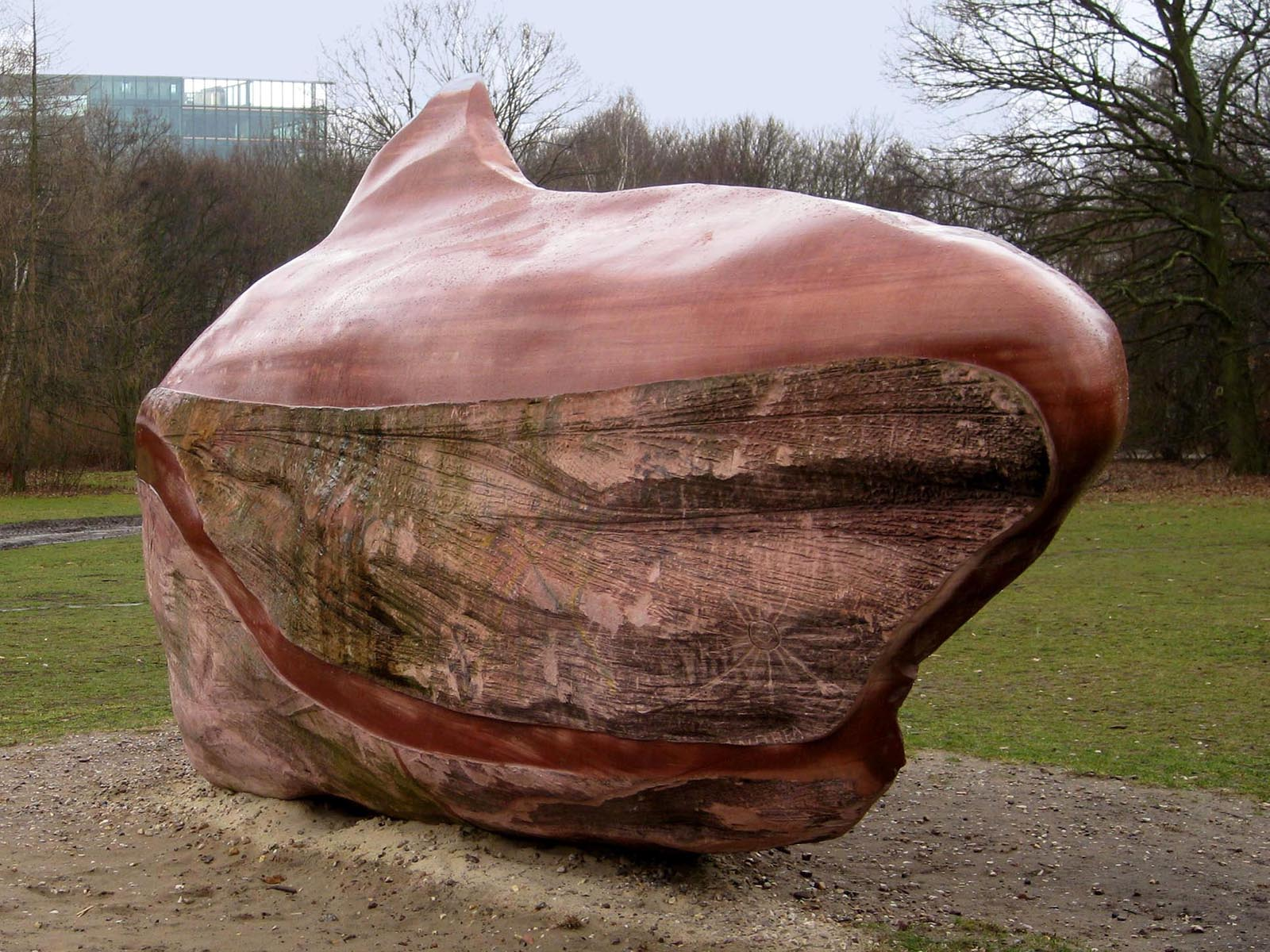
Der unter dem Namen Kueka-Großmutter bekannte Stein aus Venezuela in Berlin-Tiergarten, 2007

Global Stone ist ein ursprünglich als Friedensprojekt intendiertes Kunstwerk von Wolfgang Kraker von Schwarzenfeld (* 1933).

## Projekt
Ziel des Projektes ist es, auf jedem Kontinent zwei besonders charakteristische Steine von etwa 30 Tonnen zu suchen, wovon einer dann einen Platz im Großen Tiergarten in Berlin nahe dem Brandenburger Tor bekommt und sein Gegenpart an einem besonderen Ort im Ursprungsland verbleibt. Die geschliffenen Reflexionsflächen der Steine sollen so ausgerichtet werden, dass sie alljährlich zur Sommersonnenwende am 21. Juni durch die Sonnenstrahlen eine Verbindung entstehen lassen zwischen den Steinen in den Kontinenten und ihren Schwestersteinen in Berlin sowie auch zwischen den fünf Berliner Steinen. Dies soll die Verbundenheit der Menschen in aller Welt symbolisieren.
Zurzeit befinden sich bereits Steine aus Russland, Venezuela, Australien und Südafrika im Berliner Tiergarten. Kraker von Schwarzenfeld hat den Steinpaaren Namen gegeben, die die „fünf Schritte zum Frieden“ symbolisieren sollen, die seiner Meinung nach entscheidend sind. Die Namen sind:
- Europa – Erwachen
- Afrika – Hoffnung
- Asien – Vergebung
- Amerika – Liebe
- Australien – Frieden

Kraker von Schwarzenfeld umsegelte mit dem vor 37 Jahren von ihm selbst gebauten Dreimaster Pegasus die Welt. Das Segelschiff und die Reise wurden zur Grundlage für die Idee dieses Projektes. Das gesamte Projekt ist privat finanziert. Neben Kraker von Schwarzenfeld tragen eine Reihe von Sponsoren die enormen Kosten des Projekts.

## Diskussion um den „Kueka“-Stein
Der am 24. Februar 1999 installierte Stein der Liebe stammt aus dem Naturreservat der Gran Sabana in Venezuela aus dem Gebiet des indigenen Volkes der Pemón, von wo er Ende 1998 abtransportiert wurde. Der Stein sorgte seit kurz nach der Ankunft für Diskussionen.
Die lokalen Pemón der Gemeinde Santa Cruz de Mapaurí bezeichnen ihn als einen von zwei „Heiligen Steinen“, der ohne ihr Einverständnis entfernt worden sei. Seit dem Zeitpunkt des Abtransports kämpfen sie um seine Rückkehr. Seit 2011 beschäftigte der Fall sogar die venezolanische Regierung, die am 25. April 2012 rechtliche Schritte wegen des Steines einleitete. Das lateinamerikanische Regionalbüro der UNESCO unterstützte sie dabei.
Der Künstler wehrte sich gegen die Anschuldigungen und führte dazu ein Gutachten des Ethnologen Bruno Illius an, der ein Forschungsprojekt am Lateinamerika-Instituts der Freien Universität Berlin durchführte. Dieser hielt die Mythen um den Stein für politisch motivierte Erfindungen Einzelner und verwies dabei auf Interviews mit verschiedenen Pemón-Indianern und zahlreichen Unstimmigkeiten und falschen Übersetzungen in den zu dem Fall veröffentlichten Filmen.
Jüngste Recherchen – u. a. im Auftrag des Goethe-Instituts – zeigten, dass lokale Zuschreibungen von Mythen in der direkten umgebenden Landschaft von Pemón-Siedlungen übliche Praxis ist, und die Bewohner der Gemeinde Santa Cruz de Mapaurí seit der Dorfgründung in den 1970er Jahren diesen Stein als „Kueka“ bezeichnen. Zudem rückte der koloniale Gestus der Steinentnahme in den Fokus der Debatte, mit dem Hinweis, dass der Abtransport zu einer Zeit stattfand, in der die venezolanischen Pemón kaum politische Grundrechte hatten. So verhandelte zuletzt das deutsche Auswärtige Amt mit der venezolanischen Regierung die Rückgabe des umstrittenen Kunstwerks an die Pemón. Schließlich wurde der Stein im April 2020 nach Venezuela gebracht.